# イスマーイール (ヤルカンド・ハン国)
イスマーイール（Ismail、生年不詳 - 1680年）は、今の中国西北部新疆ウイグル自治区にあったヤルカンド・ハン国の第14代ハン。

## 概要
1680年、ジュンガルにヤルカンドを占領されて、イスマーイールは家族と一緒に捕虜となってイリに連れて行かれた。
| スタブアイコン | サブスタブ | この項目は、まだ閲覧者の調べものの参照としては役立たない、人物に関連した書きかけの項目です。この項目を加筆・訂正などしてくださる協力者を求めています（P:人物伝/PJ:人物伝）。 |